# فردریک توگرسن
فردریک توگرسن (انگلیسی: Frederikke Thøgersen؛ زادهٔ ۲۴ ژوئیهٔ ۱۹۹۵) بازیکن فوتبال اهل دانمارک است.
از باشگاه‌هایی که در آن بازی کرده‌است می‌توان به اشاره کرد.
وی همچنین در تیم‌های ملی فوتبال Denmark women's national under-16 football team, Denmark women's national under-17 football team, Denmark women's national under-19 football team, Denmark women's national under-23 football team، و زنان دانمارک بازی کرده‌است.